# Кріс Еверт
Крістін Марі Еверт (англ. Christine Marie Evert,  21 грудня 1954, Форт-Лодердейл, Флорида, США) — колишня перша ракетка жіночого тенісу, переможниця 18 турнірів Великого шолома, в тому числі 7-ми Відкритих чемпіонатів Франції, що є рекордом турніру. Вона також переможниця 3 мейджорів у парі. Загальний рахунок перемог-поразок у кар'єрі Еверт (одиночний розряд) становить 1309-146, це найкращий показник у жіночому професійному тенісі.

## Тенісна кар'єра
Еверт почала брати тенісні уроки, коли їй було п'ять років у свого батька, Джиммі Еверта (Jimmy Evert) (професійного тенісиста-тренера, чемпіона Канади 1947 в одиночному розряді). В 1969 (їй виповнилося 14 років) Кріс стала першою в США. В 1970 вона виграла національний чемпіонат серед юніорів і була запрошена на тенісний турнір в Шарлотті, Північна Кароліна, де була посіяна під восьмим номером.
У 16 років, вона досягла півфіналу в Forest Hills '71, (колишнє місце проведення US Open, тепер ігри проходять у Flushing Meadows). У віці 17 років вона вперше зіграла на Вімблдоні й відразу досягла півфіналу, (вдруге подібний результат показала Анна Курнікова в 1997).
У віці 18 років вона зіграла у фіналах Роланд Гарросу й Вімблдону. У віці 19 років вона виграла ці два турніри. До 1987 вона завжди вигравала принаймні один турнір Великого шолома на рік.
У неї чудовий дворучний "бекхенд" і гарний стиль гри "із задньої лінії". Вона могла грати на будь-якій поверхні, хоча її стиль гри більше підходив для ґрунтових кортів. Витончена фігура Еверт, симпатична зовнішність, спокійне поводження й сексуальна привабливість притягали засоби масової інформації й шанувальників, хоча її також уважали лідером дурних жартів на турнірах.
Еверт у 1973-му досягла фіналів у Франції й Вімблдоні. Наступного року вона їх виграла. Її наречений у той час, Джиммі Коннорс, виграв Вімблдон в одиночному розряді того ж року, і вся увага мас-медіа було прикута до цієї пари (хоча відносини, виявилося, були недовгими). Конорс й Еверт, також стали фіналістами в міксті на US Open'74.
Протягом наступних п'яти років Еверт, була першою ракеткою світу WTA. У 1975-му, вона виграла знову Ролан Гаррос і перший US Open (три роки поспіль після цього вона змогла захистити свій титул) перемігши у фіналі в трьох сетах Івонн Гулагонг Коулі. Вона також виграла Вімблдон-76, знову перемігши Гулагонг у напруженому фіналі в трьох сетах. Конкуренція між Еверт і Гулагонг тривала протягом середини 1970-их. Загалом Еверт виграла 21 з 33 матчів.
Наприкінці 70-их в Еверт з'явився новий конкурент — Мартіна Навратілова. Хоча поза кортом вони були друзями, але на корті вони ставали лютими суперницями.
Починаючи із серпня 1973, Еверт виграла 125 матчі поспіль на кортах із ґрунтовими покриттями, її зупинила 12 травня 1979 Трейсі Остін 6-4, 2-6, 7-6(4), цей рекорд дотепер непобитий, ні жінками, ні чоловіками.
Еверт виграла титул одиночних ігор на Ролан Гаросі рекордні сім разів. У 1986 31-літня Еверт, виграла свій останній титул Великого шолома, у Франції, подолавши Навратілову 2-6, 6-3, 6-3.
Еверт закінчила професійну гру в 1989. За час своєї кар'єри вона виграла 157 титулів в одиночці, і 8 у парах. Її загальний рахунок у фіналах 157-72. Вона досягла півфіналів 273 рази із 303 турнірів, у яких взяла участь. Еверт виграла 4 рази Чемпіонат WTA і допомогла Сполученим Штатам виграти Кубок Федерації 8 разів. Остання гра Еверт відбулася проти Кончіти Мартінес у фіналі Кубка Федерації'89 6-3, 6-2.

## Всі фінали турнірів Великого шолома

### Чемпіонство (18)
| Рік  | Чемпіонка           | Покриття | Супротивниця        | Рахунок       |
| 1974 | French Open         | Ґрунт    | Морозова Ольга      | 6-1, 6-2      |
| 1974 | Wimbledon           | Трава    | Морозова Ольга      | 6-0, 6-4      |
| 1975 | French Open (2)     | Ґрунт    | Мартіна Навратілова | 2-6, 6-2, 6-1 |
| 1975 | U.S. Open           | Ґрунт    | Івонн Гулагонг      | 5-7, 6-4, 6-2 |
| 1976 | Wimbledon (2)       | Трава    | Івонн Гулагонг      | 6-3, 4-6, 8-6 |
| 1976 | U.S. Open (2)       | Ґрунт    | Івонн Гулагонг      | 6-3, 6-0      |
| 1977 | U.S. Open (3)       | Ґрунт    | Тернбулл Венді      | 7-6, 6-2      |
| 1978 | U.S. Open (4)       | Хард     | Пем Шрайвер         | 7-5, 6-4      |
| 1979 | French Open (3)     | Ґрунт    | Тернбулл Венді      | 6-2, 6-0      |
| 1980 | French Open (4)     | Ґрунт    | Рузіці Вірджинія    | 6-0, 6-3      |
| 1980 | U.S. Open (5)       | Хард     | Гана Мандлікова     | 5-7, 6-1, 6-1 |
| 1981 | Wimbledon (3)       | Трава    | Мандлікова Хана     | 6-2, 6-2      |
| 1982 | U.S. Open (6)       | Хард     | Мандлікова Хана     | 6-3, 6-1      |
| 1982 | Australian Open     | Трава    | Навратілова Мартіна | 6-3, 2-6, 6-3 |
| 1983 | French Open (5)     | Ґрунт    | Яушовець Міма       | 6-1, 6-2      |
| 1984 | Australian Open (2) | Трава    | Гелена Сукова       | 6-7, 6-1, 6-3 |
| 1985 | French Open (6)     | Ґрунт    | Навратілова Мартіна | 6-3, 6-7, 7-5 |
| 1986 | French Open (7)     | Ґрунт    | Навратілова Мартіна | 2-6, 6-3, 6-3 |

### Фіналістка (16)
| Рік  | Турнір              | Покриття | Супротивниця        | Рахунок       |
| 1973 | French Open         | Ґрунт    | Маргарет Сміт Корт  | 6-7, 7-6, 6-4 |
| 1973 | Wimbledon           | Трава    | Кінг Біллі Джин     | 6-0, 7-5      |
| 1974 | Australian Open     | Трава    | Гулагонг Івонн      | 7-6, 4-6, 6-0 |
| 1978 | Wimbledon (2)       | Трава    | Мартіна Навратілова | 2-6, 6-4, 7-5 |
| 1979 | Wimbledon (3)       | Трава    | Навратілова Мартіна | 6-4, 6-4      |
| 1979 | U.S. Open           | Хард     | Остін Трейсі        | 6-4, 6-3      |
| 1980 | Wimbledon (4)       | Трава    | Гулагонг Івонн      | 6-1, 7-6      |
| 1981 | Australian Open (2) | Трава    | Навратілова Мартіна | 6-7, 6-4, 7-5 |
| 1982 | Wimbledon (5)       | Трава    | Навратілова Мартіна | 6-1, 3-6, 6-2 |
| 1983 | U.S. Open (2)       | Хард     | Навратілова Мартіна | 6-1, 6-3      |
| 1984 | French Open (2)     | Ґрунт    | Навратілова Мартіна | 6-3, 6-1      |
| 1984 | Wimbledon (6)       | Трава    | Навратілова Мартіна | 7-6, 6-2      |
| 1984 | U.S. Open (3)       | Хард     | Навратілова Мартіна | 4-6, 6-4, 6-4 |
| 1985 | Wimbledon (7)       | Трава    | Навратілова Мартіна | 4-6, 6-3, 6-2 |
| 1985 | Australian Open (3) | Трава    | Навратілова Мартіна | 6-2, 4-6, 6-2 |
| 1988 | Australian Open (4) | Хард     | Штеффі Граф         | 6-1, 7-6      |

### Історія виступів в турнірах Великого шолома
| Турнір                 | 1971  | 1972  | 1973  | 1974  | 1975  | 1976  | 1977  | 1977  | 1978  | 1979  | 1980  | 1981  | 1982  | 1983  | 1984  | 1985  | 1986  | 1987  | 1988  | 1989   | Усп     | В-П    |
| ---------------------- | ----- | ----- | ----- | ----- | ----- | ----- | ----- | ----- | ----- | ----- | ----- | ----- | ----- | ----- | ----- | ----- | ----- | ----- | ----- | ------ | ------- | ------ |
| French Open            | A     | A     | Ф     | П     | П     | A     | A     | A     | A     | П     | П     | ПФ    | ПФ    | П     | Ф     | П     | П     | ПФ    | 3к    | A      | 7 / 13  | 72–6   |
| Wimbledon              | A     | ПФ    | Ф     | П     | ПФ    | П     | ПФ    | ПФ    | Ф     | Ф     | Ф     | П     | Ф     | 3к    | Ф     | Ф     | ПФ    | ПФ    | ПФ    | ПФ     | 3 / 18  | 94–15  |
| US Open                | ПФ    | ПФ    | ПФ    | ПФ    | П     | П     | П     | П     | П     | Ф     | П     | ПФ    | П     | Ф     | Ф     | ПФ    | ПФ    | ЧФ    | ПФ    | ЧФ     | 6 / 19  | 101–12 |
| Australian Open        | A     | A     | A     | Ф     | A     | A     | A     | A     | A     | A     | A     | Ф     | П     | A     | П     | Ф     | NH    | A     | Ф     | A      | 2 / 6   | 29–4   |
| Усп                    | 0 / 1 | 0 / 2 | 0 / 3 | 2 / 4 | 2 / 3 | 2 / 2 | 1 / 2 | 1 / 2 | 1 / 2 | 1 / 3 | 2 / 3 | 1 / 4 | 2 / 4 | 1 / 3 | 1 / 4 | 1 / 4 | 1 / 3 | 0 / 3 | 0 / 4 | 0 / 2  | 18 / 56 | 296–37 |
| рейтинг на кінець року |       | 3     | 3     | 1     | 1     | 1     | 1     | 1     | 1     | 2     | 1     | 1     | 2     | 2     | 2     | 2     | 2     | 3     | 3     | 10 [A] |         |        |

- [A] Еверт завершила виступи у вересні 1989-го, після Відкритого чемпіонату США, коли вона була 4-им номером рейтингу.